# Kamenná hlava z Mšeckých Žehrovic
Kamenná plastika hlavy z Mšeckých Žehrovic byla nalezena v těsné blízkosti významné keltské archeologické lokality (tzv. Viereckschanze) 0,5 km jižně od Mšeckých Žehrovic. Je datována do 3. století př. n. l. Na českém území jde o jediný nepochybný doklad keltské monumentální plastiky a i v celoevropských souvislostech jde o výjimečný nález keltského umění.

## Popis předmětu
Velmi realistická skulptura vysoká asi 25 cm je vyrobena z místní bělohorské opuky a zobrazuje patrně keltského druida nebo jinou vysoce postavenou osobu. Zobrazený muž má plochý obličej s rovným nosem a zdůrazněnýma blízko u sebe posazenýma očima. Bradu má oholenou, tvář ozdobenou nakroucenými kníry. Nakroucené má i konce obočí. Temeno hlavy má muž rovněž vyholené – jako by měl tonzuru, zatímco na zátylku má drobný copánek. Na krku je zřetelně vyobrazen nákrčník – tzv. torques, typický keltský šperk, který svého nositele zařazoval mezi nobilitu. Bez vysvětlení zůstává neuměle provedené zahloubení v místě úst. Svým provedením i zachovalostí představuje plastika hlavy keltského heroa světový unikát.

## Historie nálezu
Opuková hlava byla nalezena 19. května roku 1943 v malé pískovně u Mšeckých Žehrovic na Rakovnicku. Plastika byla rozbitá na více dílů, z nichž čtyři největší se podařilo najít. Ve stejném místě byly nalezeny zbytky po ohništi, mnoho úlomků keramických nádob, kosti, švartnové náramky a velký zvířecí zub. Nálezce Josef Šlajchrt se svým objevem seznámil amatérského archeologa Josefa Baumana, který rozpoznal výjimečnost nálezu a přizval k objevu pracovníky Národního muzea.

## Expozice originálu a kopie

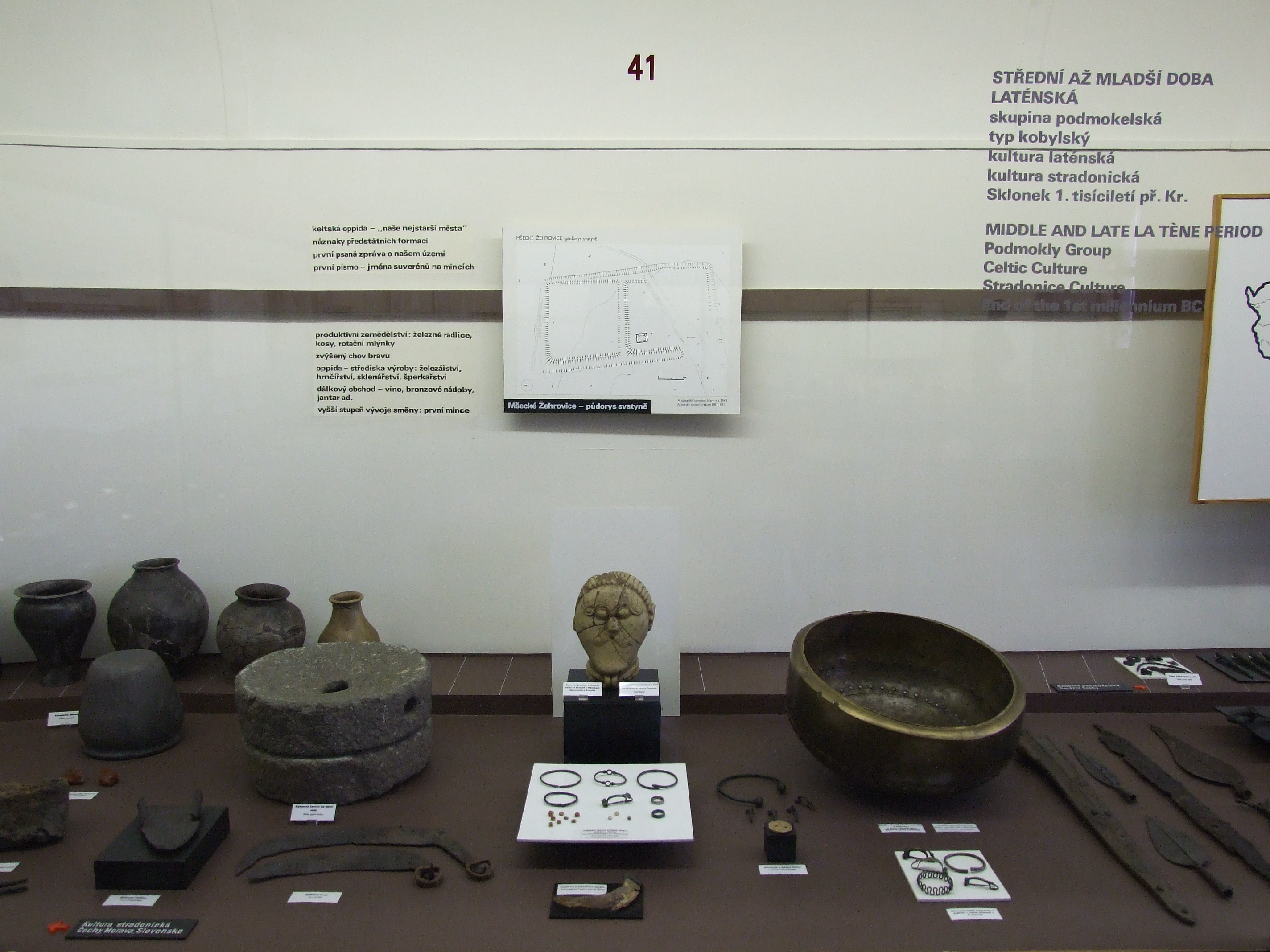
Kopie hlavy ze Mšeckých Žehrovic v expozici Národního muzea v Praze

Originál je uložen v depozitáři Národního muzea v Terezíně na Litoměřicku. Z originálu opukové hlavy bylo postupně vytvořeno více kopií. Jedna z nich byla ozdobou expozice střední až mladší doby laténské v Národním muzeu do jeho uzavření 7. července 2011.
Originál předmětu je pro svou unikátnost vystavován jen výjimečně. V Česku byl k vidění jen několikrát – v roce 1958 na výstavě Pravěk Československa v Národním muzeu, v roce 2008 na výstavě ke 190. výročí Národního muzea a v roce 2011 na 20 hodin na výstavě Příběh keltské hlavy v muzeu v Novém Strašecí (kde je expozice věnovaná jak tomuto nálezu, tak keltské Viereckschanzi a především unikátní výrobě švartnových náramků).
Naposledy pak v rámci projektu „Strážci paměti“, jímž tři největší zemská muzea Česka – Národní muzeum, Moravské zemské muzeum a Slezské zemské muzeum připomínají dvě století své existence, byla od července do září roku 2014 jedním z hlavních lákadel společné putovní výstavy těchto tří muzeí (vedle Věstonické venuše a meteoritů z Opavy-Kylešovic) konané postupně v Praze, Brně a Opavě. Kromě toho bývá ozdobou prestižních celoevropských i světových výstav o Keltech, např. v roce 1991 v Benátkách, v roce 1993 v Rosenheimu, v roce 1998 v Tokiu, 2001 v Ávile, v roce 2009 v Bernu, v roce 2012 ve Stuttgartu aj.

## Místo nálezu

### Okolí
Okolí Mšeckých Žehrovic bylo osídleno již ve starší době kamenné. Dokladem může být nález pazourkového úštěpového škrabadla jihovýchodně od obce v lokalitě zvané „Libeň“. V této lokalitě jsou známé i mladší nálezy pazourkových a rohovcových nástrojů, broušených sekerek a klínů, dokládajících trvalejší osídlení.
Z blízkého okolí pocházejí i nálezy dokládající osídlení v době bronzové. Na jižním okraji zástavby obce v lokalitě „Pod vsí“ byla osada knovízské kultury a v lokalitě „Na vrchu“ západně od obce Lodenice druhá.
Nejvýznamnější nálezy souvisejí s existencí zdejšího laténského sídliště. Významné Oppidum Stradonice se nachází jen necelých  20 km jižně. Na zdejším sídlišti jsou prokázány nálezy několika polozemnic obdélníkového tvaru, se sedlovou střechou vynesenou na dvou kůlech. Nálezy keramiky, železných předmětů, strusky, hliněných přeslenů, kamenných brousků, zuhelnatělých zbytků obilí a zvířecích kostí dokládají bohatou zemědělskou a řemeslnou činnost. Prokázáno je rovněž zpracování švartny (sapropelitu), ze které se vyráběly oblíbené náramky, jež byly distribuovány nejen v rámci keltského osídlení Čech, ale dálkovým obchodem i na Moravu, Slovensko a dál do Karpatské kotliny.

### Lokalita nálezu
Samotný nález kamenné hlavy pochází z jámy v těsném sousedství čtyřúhelníkového valového areálu – tzv. Viereckschanze, sestávajícího ze dvou čtvercových částí o rozloze 100 × 100 metrů vymezených ohrazením tvořeným sypaným valem s vnějším příkopem.